# 杜比 (捷克)

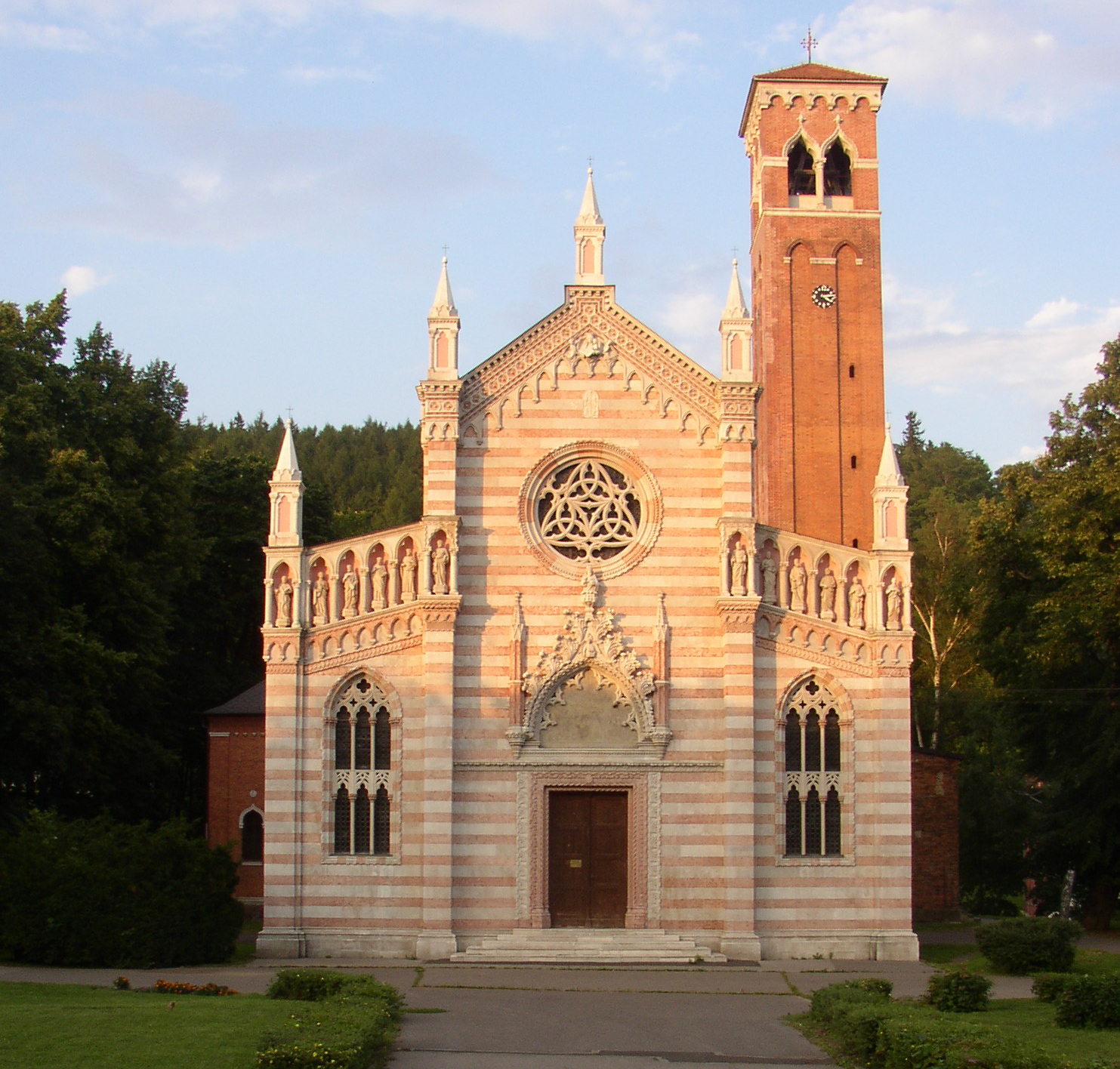

杜比是捷克的城鎮，位於該國西北部厄爾士山脈，距離特普利采4公里，毗鄰與德國接壤的邊境，由烏斯季州負責管轄，面積33.85平方公里，海拔高度389米，2006年人口8,086。

## 外部連結
- Municipal website (Czech) （页面存档备份，存于）
- Railroad Dubí - Moldava （页面存档备份，存于） and its timetable (Czech)
- Theresa's Spa in Dubí (English)